# Eisenbahnunfall von Abermule
Beim Eisenbahnunfall von Abermule stieß am 26. Januar 1921 in Wales zwischen Abermule und Newtown ein Personenzug mit einem Schnellzug zusammen. 17 Menschen starben an den Folgen des Unfalls, ca. 20 wurden verletzt. Es war die erste Frontalkollision auf eingleisiger Strecke nach Einführung des Electric Tablet Systems und sollte in Großbritannien auch die einzige bleiben.

## Betriebliche Situation

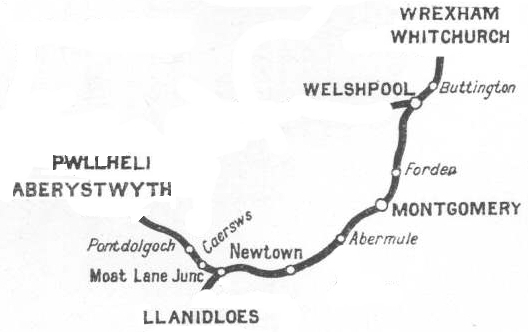

Die Strecke von Whitchurch über Welshpool, Montgomery und Newtown nach Aberystwyth wurde von der Cambrian Railway betrieben und war teilweise eingleisig, so auch im Abschnitt Montgomery – Newtown mit der Kreuzungsstation Abermule. Alle drei Betriebsstellen waren mit Tyer-Apparaten ausgestattet. In Abermule gab es neben diesem Apparat, der im Stationsgebäude untergebracht war, an jedem Bahnsteigende ein Hebelwerk zur Stellung der Weichen und Signale. Sie standen in gegenseitiger Abhängigkeit. Eine Abhängigkeit zwischen den Signalen und dem Blockapparat bestand nicht.
In Abermule waren vier Eisenbahner beschäftigt: Der Stationsvorstand, der am Unglückstag abwesend war und von einem Ablöser vertreten wurde, war zusammen mit dem Signalwärter für die Betriebsabwicklung zuständig. Gepäckträger war ein 17-jähriger Junge, und ein 15-jähriger war mit der Fahrkartenkontrolle und mit Hilfsarbeiten beschäftigt. Die beiden Jungen waren eifrig und dienstbeflissen und bedienten – was nicht erlaubt war, aber von den Erwachsenen aus Bequemlichkeit geduldet wurde – auch Telegraph, Blockapparat und Stellwerk. Jeder der beiden wollte den Lokführern der ankommenden Züge als Erster das Tablet abnehmen.

## Ereignisse am Unfalltag
Am Tag, an dem der Unfall passierte, war ein Schnellzug von Aberystwyth nach Manchester auf der Strecke unterwegs. Planmäßige Verkehrshalte für diesen Zug waren Newtown und Welshpool mit dazwischenliegendem kurzem Betriebshalt zum Austausch der Tablets in Abermule. Dort sollte der Schnellzug mit einem Personenzug kreuzen, der um 10:05 Uhr in Whitchurch abgefahren war und auf der Fahrt nach Westen planmäßig in Welshpool, Montgomery, Abermule und Newtown halten sollte.
Um 11:52 Uhr fragte Montgomery in Abermule um Freigabe für den Personenzug. Weil der Stationsvorsteher noch in der Mittagspause war, nahm der Signalwärter den Zug an, betätigte den Tyer-Apparat und machte die Eintragung ins Zugmeldebuch. Dann vergewisserte er sich mit einem Telefonat in Moat Lane, dass der Schnellzug pünktlich verkehrte und die Kreuzung in Abermule wie geplant stattfinden würde, informierte schließlich den Gepäckjungen und ging zum östlichen Stellwerk, um das Einfahrsignal für den westlich fahrenden Personenzug zu stellen. Der Schnellzug wurde um 11:56 Uhr vom Gepäckjungen angenommen, der ebenfalls den Tyer-Apparat bediente, aber den Zug nicht im Zugmeldebuch eintrug. Um 11:59 Uhr fuhr der Schnellzug aus Newtown mit einem Tablet bis Abermule ab. Damit waren beide Tyer-Apparate in Abermule und die Apparate in Newtown und Montgomery Richtung Abermule, wie vorgesehen, blockiert.
Inzwischen war der Stationsvorsteher vom Mittagessen zurückgekehrt. Bevor er sich im Dienstraum über die Betriebslage informieren konnte, wurde er von einem Reisenden aufgehalten, der mit dem Personenzug fahren und vorher noch einen Wagen bestellen wollte. Der Stationsvorsteher begleitete den Reisenden aus Gefälligkeit zum Güterschuppen. Um 12:02 fuhr der Personenzug ein und der Fahrkartenjunge nahm dem Lokführer das Tablet ab. Der Stationsvorsteher kam vom Güterschuppen zurück und fragte den Fahrkartenjungen, ob der Schnellzug planmäßig verkehren würde. Der Fahrkartenjunge erzählte ihm vom Telefonat des Signalwärters mit Moat Lane wegen des Schnellzuges. Da der Fahrkartenjunge einen Sprachfehler hatte, verstand ihn der Stationsvorstand nicht richtig und entnahm den Worten, dass der Schnellzug verspätet und die Kreuzung nach Newtown verlegt worden sei. Anstatt seine Annahme zu prüfen, nahm er dem Fahrkartenjungen das Tablet – im Glauben, dass es das für den Abschnitt nach Newtown sei – ab und beauftragte ihn damit, dem Signalwärter auszurichten, dass dieser die Ausfahrt für den Personenzug stellen solle. Dann gab er das Tablet dem Lokführer. Dieser merkte ebenfalls nicht, dass es dasselbe Tablet war, das er kurz zuvor dem Fahrkartenjungen gegeben hatte, und legte es in der Annahme, damit die Fahrerlaubnis nach Newtown in der Hand zu halten, ohne Prüfung auf die Seite. Der Signalwärter schloss aus der Mitteilung, die er im Auftrag des Stationsvorstehers vom Fahrkartenjungen erhalten hatte, dass die Kreuzung mit dem Schnellzug nun doch nach Newtown verlegt wurde und stellte – ohne seine Annahme zu prüfen – die Fahrstraße für den Personenzug, der sofort losfuhr.
Der Gepäckjunge, der sich auf dem Weg zum westlichen Stellwerk Zeit gelassen hatte, versuchte nun, die Einfahrt für den Schnellzug zu stellen, den er selbst angenommen hatte. Das gelang ihm nicht – die Hebel waren blockiert, weil ihm der Signalwärter im östlichen Stellwerk mit der Einstellung der Ausfahrstraße zuvorgekommen war. Daraufhin ging der Gepäckjunge zum Stationsvorsteher, um ihm zu sagen, dass die Einfahrt nicht gestellt werden konnte. Der Stationsvorsteher kontrollierte die Anzeige der Blockapparate und nachdem er den Fehler mit dem Tablet bemerkt hatte, erkannte er endlich den Ernst der Lage und rief in Newtown an, dass man den Schnellzug zurückhalten solle, aber es war zu spät.
Der Lokführer des Schnellzugs sah 2 km vor Abermule die Rauchfahne des entgegenkommenden Personenzuges, gab sofort ein Warnsignal und konnte durch Schnellbremsung die Geschwindigkeit auf den 300 Metern bis zur Kollision von 80 km/h auf 50 km/h reduzieren. Es gelang ihm und dem Heizer, unmittelbar vor dem Zusammenstoß abzuspringen, so dass sie den Unfall mit Verletzungen überlebten.
Die Personenzuglok wurde von der Schnellzuglok umgeworfen und zerstört, das Lokpersonal des Personenzuges, das weder das Warnsignal noch den entgegenkommenden Zug bemerkt hatte, war sofort tot. Die ersten drei Personenwagen des Schnellzuges wurden zertrümmert. Unter den 12 Toten waren der Zugführer und der Direktor der Cambrian Railways, Lord Herbert Vane-Tempest. Die anderen Wagen des Schnellzuges und alle Wagen des Personenzuges blieben im Gleis. Ungefähr 20 Verletzte wurden ins Krankenhaus nach Newtown gebracht, drei Reisende erlagen dort ihren schweren Verletzungen.
Der schwerverletzte Lokführer des Schnellzuges hatte, was die Ursache des Unfalls betraf, die richtige Vermutung und ließ den Heizer in den Trümmern nach dem Tablet des Personenzuges suchen, um sich und seinen Heizer zu entlasten. Dieser konnte tatsächlich das Tablet für den Abschnitt Montgomery – Abermule (also das falsche) sicherstellen. Mit diesem Tablet konnte später in Abermule unter Zeugen der Apparat Abermule – Montgomery entsperrt werden, so dass die Unfallursache feststand. Die Trümmer waren so ineinander verkeilt, dass die Räumung der Strecke 50 Stunden dauerte.

## Gerichtliches Nachspiel und langfristige Folgen
Ein Gutachter des Board of Trade untersuchte – wie in solchen Fällen üblich – den Unfallhergang. Von den Eisenbahnern, die durch Nachlässigkeit und mangelnde Verständigung die Katastrophe verursacht hatten, wurden nur der Stationsvorsteher und der Signalwärter angeklagt. Zu einer Verurteilung kam es nicht – die Eisenbahner kamen mit einer Rüge davon, wohl auch weil im Untersuchungsbericht die Eisenbahngesellschaft wegen verschiedener organisatorischer Mängel kritisiert worden war.
Obwohl es in Großbritannien noch weit schlimmere Eisenbahnunglücke gegeben hatte, wurde dieser Unfall zum Paradebeispiel dafür, dass auch bewährte und verbreitete technische Sicherungssysteme wie das Electric Tablet System wirkungslos werden, wenn die verantwortlichen Eisenbahner ihren Dienst nachlässig und unkoordiniert ausüben. Der Unfall diente bei der Ausbildung der nachfolgenden Eisenbahner-Generationen als Mahnung, so dass die Umstände und der Hergang des Unglücks bis heute präsent sind.
Bei manchen Eisenbahngesellschaften wurde an den Tyer-Apparaten ein Schild mit der Aufschrift „Remember Abermule“ angebracht, andere gingen weiter und rüsteten das Electric Tablet System nach oder ersetzten es im Lauf der Zeit durch andere Systeme.

### Film
- NN: Abermule Crash. Großbritannien 1921. Stummfilm / Nachrichten-Beitrag. 3 Minuten. Vorhanden in: British Film Institute.[1]